# الوار تیل
الوار تیل (انگلیسی: Alvar Thiel; ۲۳ فوریهٔ ۱۸۹۳ – ۱ اکتبر ۱۹۷۳) قایقران قایق بادبانی اهل سوئد بود.